# 2023年紐約線上影評人協會獎
第24屆紐約在線影評人協會獎（英語：The 24th New York Film Critics Online Awards）旨在表揚2023年優秀的電影作品，於2023年12月15日宣布得獎名單。

## 得獎名單

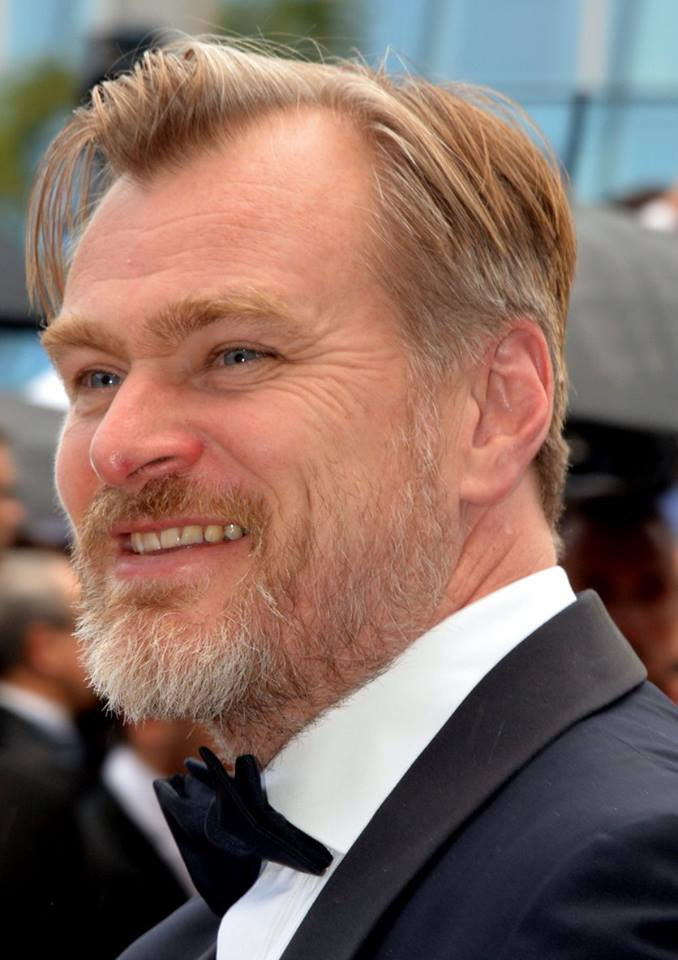
最佳導演：克里斯托弗·诺兰

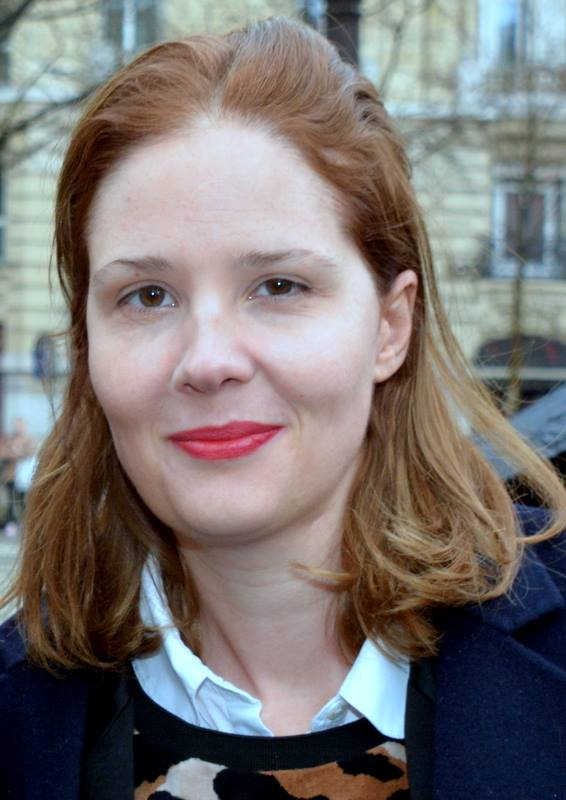
最佳劇本：潔絲汀·楚特

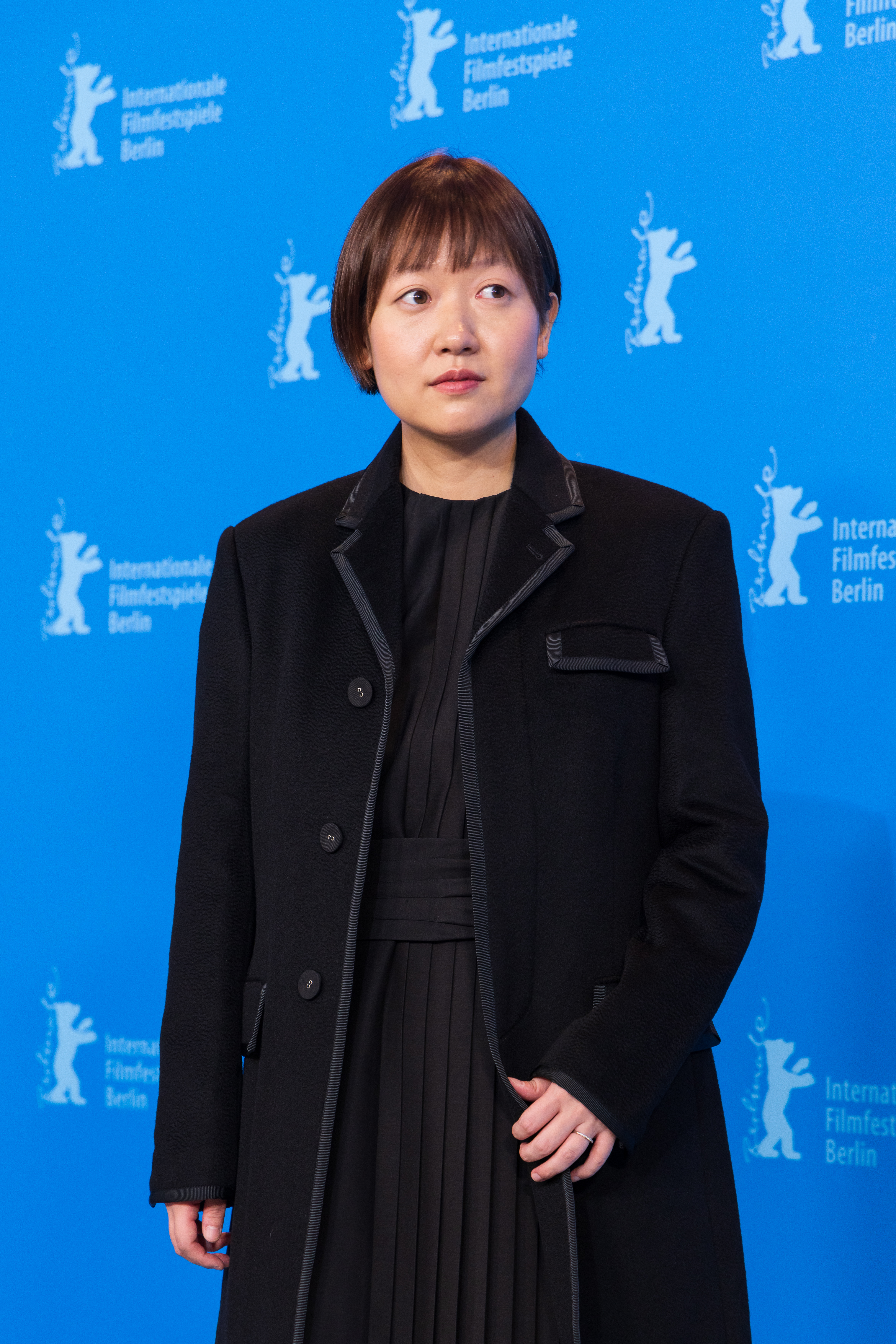
最佳首次導演：席琳·宋

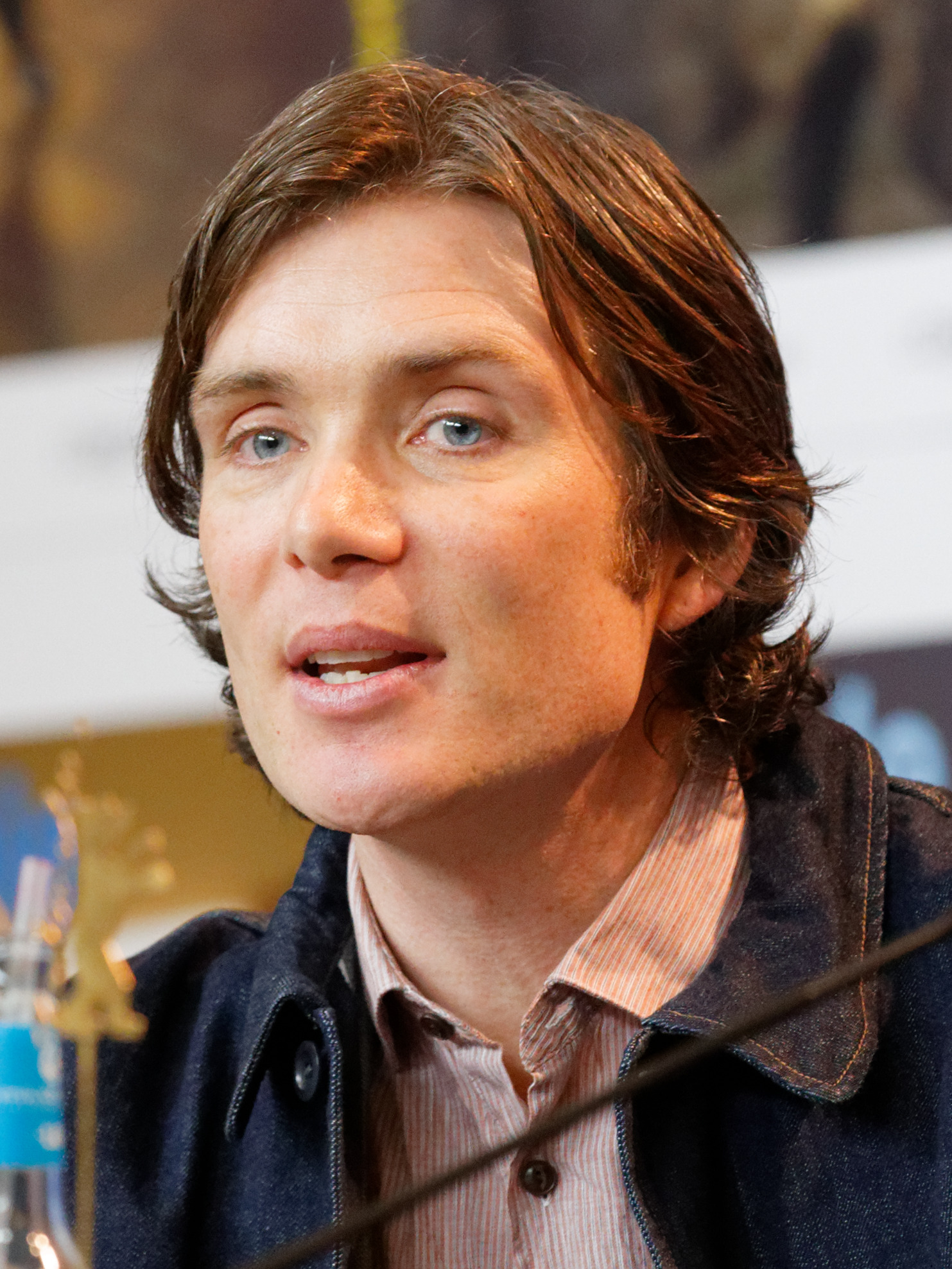
最佳男主角：基利安·墨菲

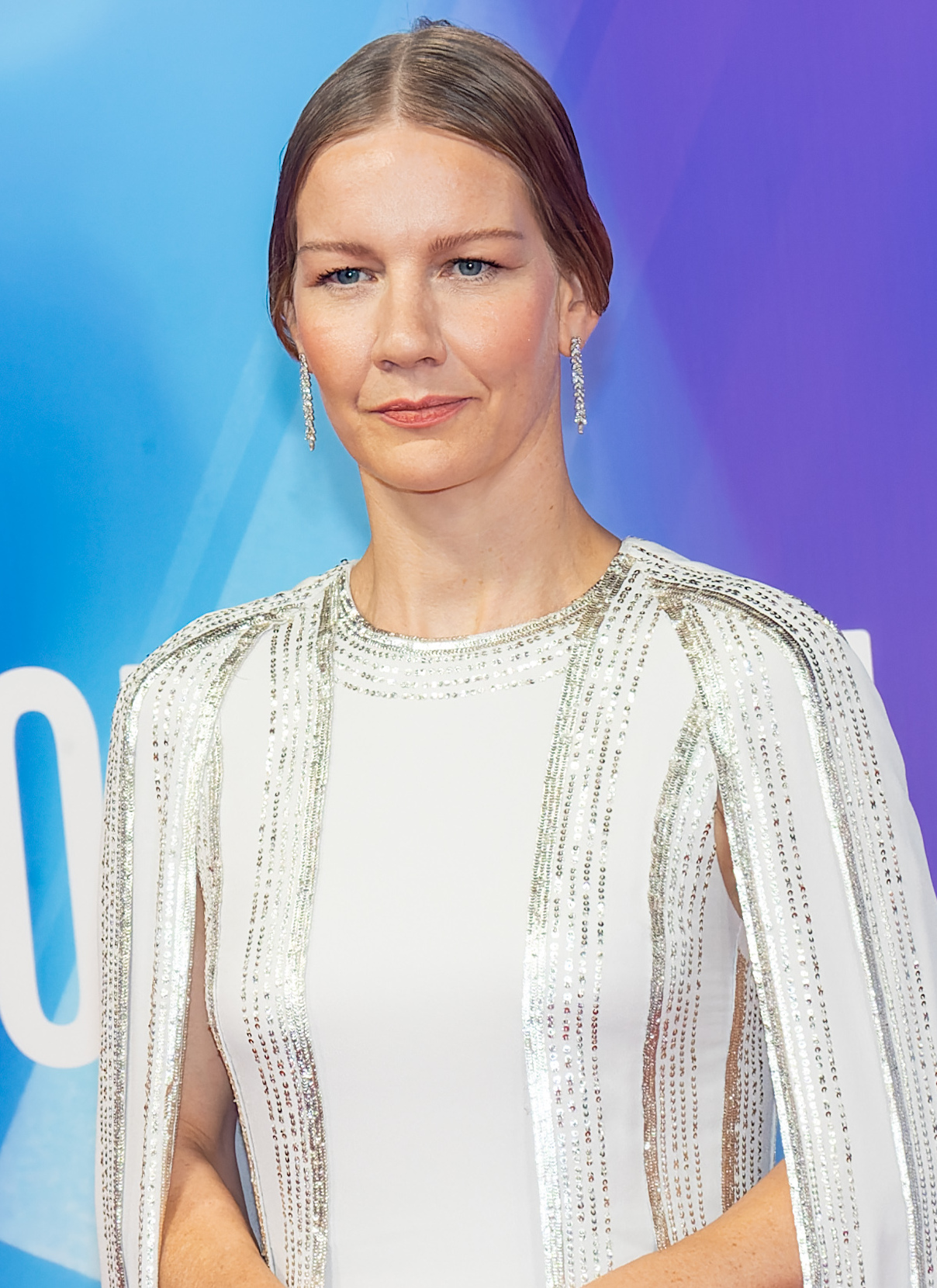
最佳女主角：桑德拉·惠勒

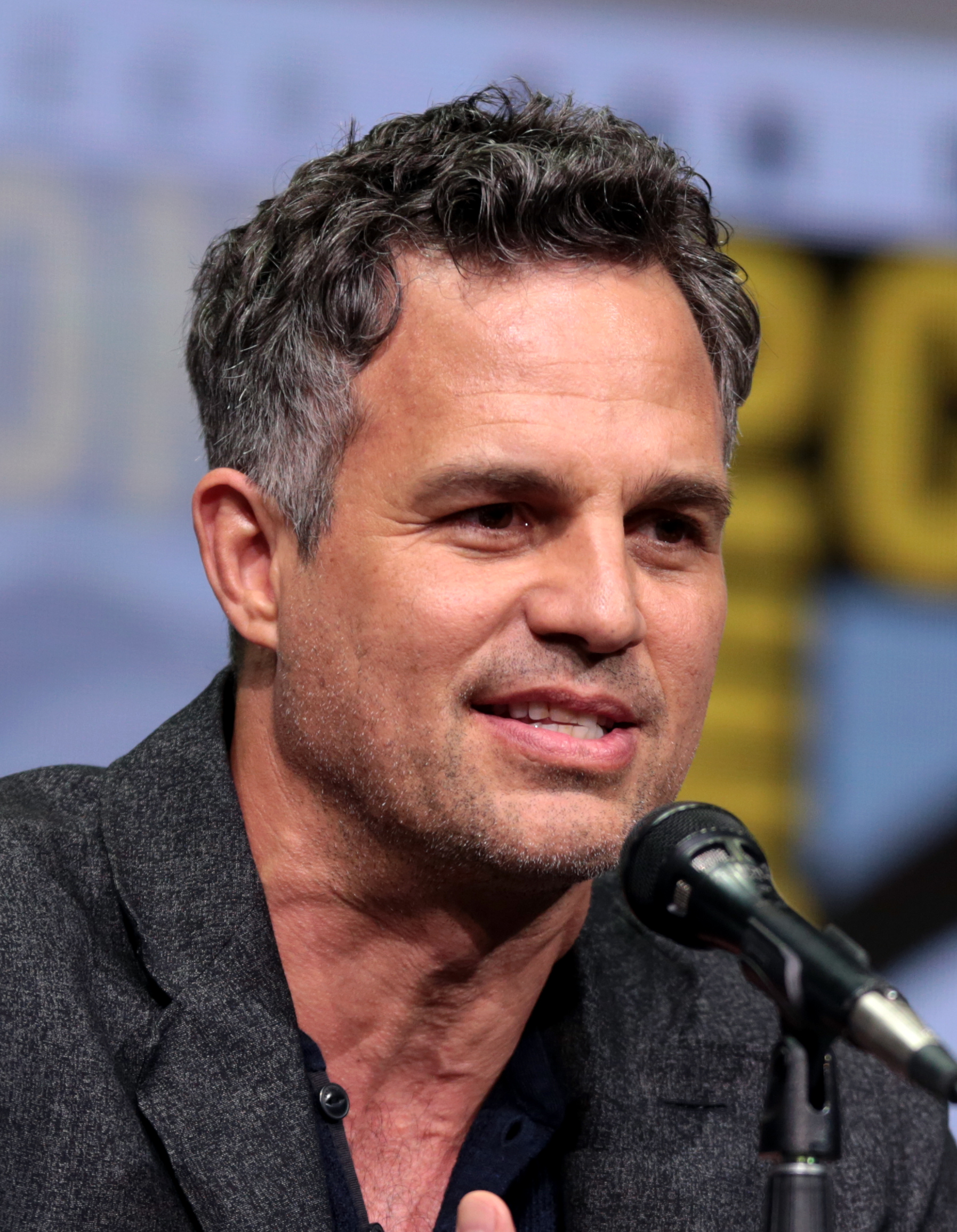
最佳男配角：马克·鲁法洛

- 最佳影片

《花月殺手》
- 最佳導演

《奧本海默》克里斯托弗·诺兰
- 最佳劇本

《坠落的审判》潔絲汀·楚特、亞瑟·哈拉利
- 最佳首次導演

《之前的我們》席琳·宋
- 最佳男主角

《奧本海默》基利安·墨菲
- 最佳女主角

《坠落的审判》桑德拉·惠勒
- 最佳男配角

《可憐的東西》马克·鲁法洛
- 最佳女配角

《滯留生》達芬·喬伊·藍道夫
- 最佳整體演出

《奧本海默》
- 最佳突破演員

《五月的你，十二月的她》查爾斯·梅爾頓
- 最佳外語片

《坠落的审判》
- 最佳紀錄片

《若愛有形》
- 最佳動畫片

《蜘蛛俠：飛躍蜘蛛宇宙》
- 最佳攝影

《《奧本海默》霍伊特·范·霍伊特瑪
- 最佳音樂使用

《Barbie芭比》馬克·朗森、安德魯·瓦耶特
- 年度十大電影
  - 《美國小說》
  - 《坠落的审判》
  - 《滯留生》
  - 《花月殺手》
  - 《音乐大师》
  - 《五月的你，十二月的她》
  - 《奧本海默》
  - 《可憐的東西》
  - 《之前的我們》
  - 《蜘蛛俠：飛躍蜘蛛宇宙》

## 外部連結
- 官方网站（英文）